# アリアンロッドRPG 2E
『アリアンロッドRPG 2E』は日本製のファンタジーTRPG。菊池たけし／F.E.A.R.著、2011年7月に発売された。

## 概要
2005年に発売された菊池たけしのオリジナルTRPG第3作『アリアンロッドRPG』のルール第二版に当たる。
『アリアンロッドRPG』（以下特記無き限り「ルール第一版」もしくは「第一版」）はリリース当初より、読者からのアイディアを募り、サプリメントやシナリオ集にフィードバックしてきた。そして第一版リリースから5年が経過した2010年9月、JGC2010の菊池たけしのトークイベントにて「2011年夏を目処としてバージョンアップを行う」と発表された。翌2011年5月16日に、F.E.A.R.が配信するインターネットラジオ番組『ふぃあ通』の同月配信分において、『アリアンロッドRPG 2E』（以下特記無き限り『2E』）の題で同年7月に発売されることが告知され、2011年7月20日に基本ルールブックが発売された。なお、JGC2010での発表後も、基本ルールブック発売直前まで、第一版準拠のサプリメントやリプレイは発売・公開されていた。
基本的なゲームシステム部分には大きな変更はなく、これまでの商業リプレイや読者投稿で集積されたデータやルールの細かな見直しが主体となっている。「今まで出してきたサプリメントを無駄にしない」という方針から、公式サイトにて第一版のサプリメントやシナリオ集を『2E』で使用するためのコンバート指針やライフパスデータが公開されている。
基本ルールブックは第一版と同様に富士見書房より文庫で発売されているが、第一版と異なり2分冊となっている。サプリメントも第一版と同じく富士見書房とゲーム・フィールド（F.E.A.R.子会社）からB5版書籍として発売されている。

## システム

### 第一版との相違点

#### 戦闘ラウンドにおけるプロセス構成の変更
第一版では戦闘の時間単位を示す「ラウンド」は「セットアップ」「イニシアチブ」「メイン」「チェック」「クリンナップ」の5プロセスで構成されていたが、『2E』ではチェックプロセスは廃止され、プレイヤーキャラクター (PC) が全員行動済になるまでイニシアチブプロセスとメインプロセスを繰り返す流れとなった。

#### ムーブアクションとフリーアクション
「アクション」、すなわちPCがメインプロセスで取れる行動は、第一版では「マイナー」「メジャー」「リアクション」に分けられていたが、『2E』では新たに「ムーブ」と「フリー」が加えられた。
ムーブアクションは第一版では「移動」としてマイナーアクションでの選択行動の一つとされていたもので、単純な移動の他、使用タイミングがムーブアクションに指定されているスキルやアイテムの使用、武器・防具の装備も行える。
フリーアクションはメインプロセス中にPCが1回のみ行えるアクションで、使用タイミングがフリーアクションに指定されているスキルやアイテムの使用、使用タイミングが「パッシブ」に指定されているスキルの適用・不適用の選択、戦闘不能のキャラクターを死亡させる「とどめの一撃」の行使が行える。特に「とどめの一撃」はフリーアクションでしか行使できない。

#### キャラクターメイキングにおけるスキル取得の変更
第一版ではキャラクターメイキング時、3つの「種族スキル」から1つを、選択したメインクラスとサポートクラスから「自動取得スキル」を各1つ（メインクラスとサポートクラスが同じ場合は1つのみ）、そしてメインクラスから2レベル分、サポートクラスから1レベル分のスキルを取得する仕組みになっていた。
『2E』では自動取得スキルは廃止され、代わって選択したメインクラスに基づく「初期取得スキル」（メインクラススキル1レベル分と一般スキル1レベル分から成る）が設けられた。また基本ルールブック1（ルール第一版の基本ルールブックに相当）の段階での種族スキルは1つ増え4つ（そのうちメイキングで選択できるスキルは3つ）になり、初期取得スキルとは別にメインクラスとサポートクラスから各2レベル分のスキルが取得出来る仕組みになった。

#### 判定時の振り直しにおけるダイス増加の効果の持続化
『2E』では、判定時のダイスの振り直しにおいて、最初の判定でダイスを増やすために用いたスキル、アイテム、ギルドサポート（後述）、フェイトの効果は持続するように変更された。

#### ゲッシュ
『2E』で設けられた新ルール。神々からの恩恵を受けるための誓約とされ、指定されたスキルが取得できる「恩恵」、恩恵を受け続けるための条件「制約」、制約を破った場合のペナルティ「天罰」から構成される。
なお、誓約は七大神（ダイワ群島国の神殿やマジェラニカ大陸の沿岸地方において、アエマ（ナキハサメ）と差し替えられる形で信仰されているリアール（スサノオ）を除く）の他、その眷属である”運命の精霊の女王”アリアンロッドや「動物の王」、自分自身や自分の武器、そして「邪神を除く全ての神々」に対しても立てられる。

#### フルスクラッチ
第一版では、キャラクターメイキングは全データをプレイヤーが決める「コンストラクション」と、ルールブックやサプリメントに収録されているサンプルキャラクターを用いた「クイックスタート」のどちらかで行うとしていたが、『2E』では新たに「フルスクラッチ」という手法が追加された。
フルスクラッチは、基本的にはコンストラクションと同じだが、キャラクターの持つスキルを決定する段階で、種族スキル（「タイミング:メイキング」と指定されているものに限る）1レベル分、メインクラススキル3レベル分、サポートクラススキル2レベル分、一般スキル1レベル分を取得する。取得したスキルのスキルレベルは2以下となる。
初期取得スキルの指定もなくなり、任意のメインクラススキルと一般スキルを各1レベル分を取得出来、自由度はコンストラクションより高い。

#### キャラクターメイキングにおけるレジェンドデータの取得方法
『エリンディル・レジェンドガイド』、『サガ・タクティクスガイド』、『エリンディル東方ガイド』で追加された「レジェンドデータ」をキャラクターメイキング時に取得する方法にも変更が加えられた。
ルール第一版でのレジェンドデータは、各プレイヤーのキャラクターシートにある「ライフパス」欄の「運命」の項目にデータのソースであるレジェンド名を記述することで取得していたが、『2E』ではキャラクターシートから「運命」が削除された（代わりに「目的」が設けられた）ため、各プレイヤーのレコードシートにある「コネクション」欄にレジェンド名を記述し、「関係」を「レジェンド」とすることで取得できる方法に変更された。公式リプレイでは、このルールは全PCがレジェンドデータを持つ『アリアンロッド・リプレイ・ブレイド』3巻より適用されている。

#### その他のシステム上の変更
- 一部のルール、アイテム、スキルなどの用語は表記が変更された（「ギルドスキル」→「ギルドサポート」、「不意打ち」→「奇襲攻撃」など）。
- 一部のスキルは、特定のスキルのデータ変更によって取得が不可になったり（主に種族スキルの上級スキル）、取得可能なクラスが変更になった。
- ルール第一版におけるメインクラス上級職が「上級クラス」に改称され、その上位クラスとして「運命クラス」が設けられた。
- ルール第一版におけるサポートクラス上級職が「称号クラス」となり、メインクラスやサポートクラスとは別に取得することが可能になった。

## 種族
『アリアンロッド』の世界観においては様々な知的種族が存在するが、基本ルールブックでPCとして用いることができるのは人類（『神の子』と呼ばれる）6種族、すなわちヒューリン、エルダナーン、ネヴァーフ、フィルポル、ヴァーナ、ドゥアンのみである。人類に分類されない知的種族であるドラゴネットとエクスマキナについては『アルディオン大陸レボリューションガイド』、サハギンとフェイについては『ディスカバリーガイド』か『スキルガイド』、ネフィリムについては『スキルガイド』、ディーバとレムレスとベスティアは『スキルガイド2』、アーシアンは『改訂版』、グライアイとアルカードとホブゴブリンは『ストレンジャーガイド』を導入することで使用可能となる。PCとして使える種族の特徴は以下の通り。
ヒューリン
「火の時代」に「神々の王」と呼ばれる太陽神アーケンラーヴによって創造された人類。エリンディル、アルディオンいずれの大陸においても最も数が多い知的種族である。かつてのドゥアン同様、妖魔や魔族と戦うため生み出された経緯を持つ、人類6種族中で唯一、他の人類との混血が可能で、ドラゴネットのアンスロックとの混血や、同じくエクスマキナのコアに魂を移したり内臓を流用して外部のみをエクスマキナにすることもできる。汎用性に富んだ種族スキルが特徴。
エルダナーン
「火の時代」に月と予言の女神ブリガンディアによって創造された人類。背が高く、とがった耳が特徴。6種族の中で一番寿命が長く、中には不老長寿の者もいる。創造の際、神々によって何らかの禁忌を課されたらしく、これによって「火の時代」初期のエリンディル西方を知りながらも沈黙している。エリンディル西方の公用語である「共通語」では「エルフ（森の妖精）」とも呼ばれ、魔術関連に特化した種族スキルを有する。
エリンディル西方のヴェンガルド川上流、コナカタ山脈とルディオン山脈の間に位置する霊域「霧の森」に定住する者と、都市に住んだり旅をしている者に分かれ、前者は特に「スピアール」と呼ばれる。
ネヴァーフ
「地の時代」に山と鍛冶の神ゴヴァノンによって創造された人類。ヒューリンの3分の2程度の身長で、男性は顎の長い髭、女性はヒューリンの子供の様な外見が特徴。ゴヴァノンより金属や宝石の加工技術を伝えられており、手先の器用さと伝えられた技術の応用によって様々な道具を作ることで知られる。また、中には石から生まれたと噂されるほどの頑丈な身体を持つ者もいる。共通語では「ドワーフ（大地の妖精）」とも呼ばれ、斧と錬金術に特化した種族スキルを持つ。
フィルボル
「地の時代」に豊穣を司る河と泉の神アエマによって創造された人類。6種族の中で一番小柄。ややとがった耳を持つ。アエマから農耕と牧畜の技術を伝えられており、「地の粛清」を超えて現代に伝えられている、共通語では「ショーティー（小さき人）」とも呼ばれ、その小柄を活かした素早い身のこなしと幸運に関した種族スキルを持つ。
ヴァーナ
「水の時代」に「神々の父」と呼ばれる天空神ダグデモアによって創造された人類。少々背が低い点以外はヒューリンとほぼ変わらないが、動物のような耳と尻尾を持つ。その耳と尾によって「アウリラ（兎族）」「アウリク（猫族）」「アウリル（狼族）」の3異種に分類される。共通語では「ベネラー（野なる人）」とも呼ばれる。人類6種族では最も古い歴史を持つ。狩人ゆえの身のこなしと才能を表す種族スキルが特徴。
ドゥアン
「水の時代」に雷と戦の神グランアインによって創造された人類。男女平均2mもの巨躯と屈強な肉体を持つ種族で、その形態（グランアインの外観上の特徴を分け持ったと伝えられる）によって「セラトス（有角族）」「ケイネス（牙爪族）」「オルニス（天翼族）」の3異種に分類されるが、6種族中、白兵攻撃に特に優れている事が共通している。台頭してきた邪神の勢力に対抗するため生み出された経緯を持つ。共通語では「ハーディー（剛なる人）」とも呼ばれ、強靭な肉体をより強化する種族スキルを有する。
エクスマキナ
アルディオン大陸固有の知的種族。分類上は「機械」。「地の粛清」前にアルディオン大陸に渡った錬金術師ゴールリンによって創造されたと言われる。「コア」と呼ばれる部品を動力源としており、人類のように感情や精神がある。色々な形態に分かれるが、PCとして使えるのは人間型のみ。「エクスマキナ」は「機械を超えた者」の意味。
エクスマキナは、エリンディル西方では「地の粛清」によって製造技術が失われた巨大ロボット「ゴーレム」の派生として誕生した。このため、アルディオンでは現在でもゴーレム製造が可能である。
ドラゴネット
アルディオン大陸固有の知的種族。分類上は「竜」。アルディオン大陸で信仰されている神竜王セフィロスによって創造されたと言われている。その形態によって竜の特長を持った人間の外見をしている「アンスロック（人型）」、身体の一部が竜の姿の「メディオン（中間型）」、二足歩行の竜の姿の「レパータル（竜型）」の3異種に分類される。形態は出生や遺伝では決まらず（レパータルの両親からアンスロックの子が生まれることは十分あり得る）、ドラゴネットは創造主たるセフィロスが有する「無限の光」を、自分たちの役割に合わせて与えたからだと信じている「ドラゴネット」は「竜の子」の意味。
サハギン
エリンディル大陸とマジェラニカ大陸に挟まれた海洋固有の知的種族。分類上は「動物」。マジェラニカ大陸近海や同大陸の河川に住まう魚類（「鱗を持つものたち」と呼ばれる）を祖とすると言われる。南暦300年代（エリンディル西方聖暦500年代）、ギルマン（アリアンロッドRPG参照）の侵攻によって生存の危機に立たされた彼らは、海神リアールの加護によって知性を得、ギルマンと闘うための文明を築き上げた。人類とは、ギルマンを共通の敵としていることから友好関係にある。エリンディル‐マジェラニカ間の大洋にはサハギンによって建造された海底都市国家が点在しており、最大の都市国家はメーナームヤイ東方沖のカッカルである。水の精霊を魔術として利用する技能に秀で、また遊泳状態で効果を発揮するスキルが多い。
フェイ
全エリンに存在する妖精が種族クラス化したもの。分類上は「妖精」。多くのフェイは「妖精郷」と呼ばれる異世界に住むが、稀に物質界に住むフェイも見られる。物質界のフェイは集落を形成してそこに住むが、ごく少数ながら冒険者として旅をする者もいる。
『ディスカバリーガイド』では、人類や他の知的種族より強い精霊魔術を行使出来、魔力増幅に秀でた「ヴァルキリー」、機械を操る「グレムリン」、光の精霊の魔力を駆使する「ディナシー」の3種が登場している。『スキルガイド』の導入により前述の3種の他に「スプライト」「スプリガン」「ナイトメア」「ニクシー」「ノッカー」「フェアリー」「ピクシー」「リャナンシー」「レプラコーン」の9種も使用可能となる。
ネフィリム
「光の時代」に物質界に定住するようになった巨人。分類上は「巨人」。
本来の身長は8-10mだが、人間界を旅する時にはドゥアン程度の身長に変身している。
ディーバ
半神。古代種族「エルダ」、生きながら神の領域に達した人間「デミゴッド」、半神半人の英雄「ヒーロー」の3種類に分類される。
レムレス
異界から来た霊的存在。
ベスティア
異界で生まれた知性を持った獣。特別なスキルを持たない限り、手に物を持つことができない。
アーシアン
異世界（地球ないし地球に似た世界）から来訪した存在。主に「事故」「召喚」「転生」によってエリンに現れるが、アーシアンたちは元いた世界の知識や技術、記憶を有していることが最大の特徴である。
アーシアンは特異な種族のため、ライフパスは「77：現代人」に固定される。またGMが望むならアーシアンを使用しないとしてプレイする事も可能である。
またアーシアンと「現代地球に関する知識を取得する一般スキル」取得者のみが取得できる「アーシアン専用スキル」が全クラスに追加されている。
ライトノベルを中心に流行している「異世界トリップもの」というジャンルをイメージした種族で、『アリアンロッド・サガ』後期展開頃より異世界の来訪者を設定し、実際にディーバ、レムルス、ベスティアなど異世界種族を導入することで準備されてきた。
グライアイ・アルカード・ホブゴブリン・ホーカスポーカス・ジェルボア・ドゥームガード
邪神の勢力から離れた妖魔。グライアイはフォモール、アルカードはヴァンパイア、ホブゴブリンはゴブリン、ホーカスポーカスはトロウル、ジェルボアはバグベア、ドゥームガードはオウガが元となっている。
いずれも妖魔であることは変わらないが、姿かたちは元になった妖魔よりも人間に近い。

## クラス
『2E』におけるクラスの位置づけはルール第一版と変わらず、職業というよりはそのキャラクターの役割のようなものである。
PCはキャラクターメイキング1つを「メインクラス」、もう1つを「サポートクラス」として選ぶ（メインクラスと同じサポートクラスを選んでも良い）。
ルール第一版と異なり、PCは成長時に(1)種族スキル、クラススキルから3レベル分取得、(2)種族スキル、クラススキルから2レベル分取得し、クラスチェンジを行う、(3)種族スキル、クラススキルから2レベル分取得し、フェイトを上昇させる、の3パターンを選択できるが、サポートクラスのクラスチェンジ、メインクラスの上級クラスへのクラスチェンジ、称号クラスの取得は(2)のパターンを選んだ場合にのみ行える。
「システム」でも触れた通り、『2E』ではルール第一版においてクラスを特徴付ける「自動取得スキル」は廃止され、代わって選択したメインクラスに基づく「初期取得スキル」が設けられた。初期取得スキルはクラススキル1つと一般スキル1つで構成され、スキルも予めルールブック1で指定されている。これらを変更するときはフルスクラッチ（前述）のルールを採用することになる。

### 基本ルールブック1で規定されたクラス

#### メインクラス・サポートクラスで選べるクラス
- ウォーリア - 戦士。基本的な前衛職で、武器攻撃全般が得意な他、仲間をかばう能力を持つ。メインクラスとして取得した場合の初期取得スキルは《バッシュ》と《アスレチック》[9]。
- メイジ - 魔法使い。魔法攻撃が得意な他、武器に魔法属性を付与することなどができる。メインクラスとして取得した場合の初期取得スキルは《マジシャンズマイト》と《モンスターロア》[9]。
- アコライト - 聖職者。HP回復やダメージ軽減などの補助魔法が得意。光・闇の攻撃魔法や打撃武器による白兵戦も行える。メインクラスとして取得した場合の初期取得スキルは《プロテクション》と《ファーストエイド》[9]。
- シーフ -盗賊。 ダンジョンでの罠発見、解除や情報収集などに長けている。また、高い敏捷度を活かした戦闘もできる。メインクラスとして取得した場合の初期取得スキルは《ワイドアタック》と《ファインドトラップ》[9]。

#### サポートクラスで選べるクラス
- アルケミスト - 錬金術師[# 9]。様々なポーションや銃（ライフルタイプ）を使用できる。
- サムライ - ウォーリアに似ているが、より東方の国より伝承されている特殊な剣術を使う。
- セージ - 賢者。幅広い知識を利用して、自分や仲間の補助をする。
- バード - 吟遊詩人。呪歌を使った戦いをする。
- レンジャー - 野外の活動に長けている者。射撃武器（弓）を使ったスキルや罠を仕掛けるスキルを取得できる。

### 基本ルールブック2で規定されたクラス

#### サポートクラスで選べるクラス
- ガンスリンガー - 魔導銃（キャリバー）と呼ばれる短銃を使った射撃に長けた職業。接近戦もできる。
- サモナー - 召喚士。動物の王の力を借りる召喚魔法などが使える。
- ダンサー - 踊り子。踊りによって自分が戦いやすくできる。
- ニンジャ - 隠密行動に長けた東方由来の職業。武器攻撃も魔法攻撃もできる。
- モンク - 修道士。己の肉体を鍛えることにより、武器や防具に依存しない戦闘をする。

セージ、ガンスリンガー、ダンサー、ニンジャは、ルール第一版では『上級ルールブック』でサポートクラス基本職として規定されていたクラスである。

### 上級ルールブックで規定されたクラス

#### 上級クラス
キャラクターレベル10以上で特定のメインクラスから転職できるクラス。ルール第一版のメインクラス上級職に当たる。
- ウォーロード - 攻撃に特化したウォーリア。二刀流などのスキルを持てる。
- ナイト - 騎士。防御に特化したウォーリア。両手武器を片手で持てたり、盾や挑発を強化するスキルなどがある。
- プリースト - 司祭。 よりスキルを強化したアコライト。
- パラディン - 聖騎士。戦士としての力を持ったアコライト。打撃武器で真価を発揮する反面、補助面ではプリーストより劣る。
- ウィザード - 魔術師。強力な攻撃魔法を使うメイジ。光、闇属性を覚えることが可能になる。
- ソーサラー - 魔導師。様々な補助魔法で戦術の幅を広げるメイジ。覚えている魔法を強化していくタイプ。
- エクスプローラー - 探索者。ダンジョン攻略と短剣による白兵戦闘に特化したシーフ。
- スカウト - 斥候。射撃攻撃、隠密行動,毒の扱いなどに長けるシーフ。

#### 称号クラス
キャラクターレベル15以上で取得できるクラス。ルール第一版のサポートクラス上級職に当たるが、ルール上での扱いが変更されており、メイン・サポートとは別の3つめのカテゴリとして追加取得するようになっている。一度取得した称号クラスの変更は不可。
- ドラグーン - 龍騎士。古代竜の力を借りて戦う職業。自己強化が得意。名前のイメージとは裏腹に、魔法系クラスとの相性も良好。
- テイマー - 調教師。「動物の王」に認められ、「サーバント」と呼ばれる生物を調教し、従えることにより様々なことを行う職業。鞭の扱いも得意。
- ハイランダー - 魔導剣（アブストラクター）と呼ばれる、状況に応じて形状を変える武器を使用するクラス[46]。
- メンター - 導師。各クラスの技の発展系を使えるクラス。「コーデックス」と呼ばれる奥義書を使いコストを下げたりも出来る。

### 超上級ルールブックで規定されたクラス

#### 運命クラス
キャラクターレベル20以上で特定の上級クラスから転職できるクラス。「オーディール」と呼ばれる試練シナリオをクリアする必要がある。「パワー」と呼ばれる強力な神の加護を得る他、ライフパスの[目的]が[運命]に変更される。
- ドレッドノート - 物理攻撃に特化したウォーロード。一部のナイトスキルを持てる。
- バナレット - 防御・ダメージ軽減・騎乗に特化したナイト。一部のウォーロードスキルを持てる。
- ビショップ - 回復・他者強化に特化したプリースト。一部のパラディンスキルを持てる。
- クルセイダー - 自己強化に特化したパラディン。一部のプリーストスキルを持てる。
- エレメンタリスト - 属性魔術の効果強化に特化したウィザード。一部のソーサラースキルを持てる。
- メイガス - 魔術強化・魔術操作に特化したソーサラー。一部のウィザードスキルを持てる。
- ランペイジ - 範囲攻撃に特化したエクスプローラー。一部のスカウトスキルを持てる。
- デッドアイ - 射撃攻撃に特化したスカウト。一部のエクスプローラースキルを持てる。

#### 称号クラス
- ジェネラル - 指揮官。軍集団を率いて戦う職業。他者強化・戦闘支援・大規模戦闘ルール導入時の戦団能力強化が得意。
- バンガード - 熟練冒険者。経験に裏打ちされた高度な探索や魔族討伐を行う職業。回避・特定の武器を用いた攻撃・ドロップ品判定のダイスロール操作などのスキルが多い。
- プロフェッサー - 魔術研究者。魔術強化や敵の魔術の効果減退などのスキルを持つ。
- ルーンマスター - 古代魔導師。「風の時代」に存在した「古の民」エルダが編み出した魔術文字「ルーン」に通じた職業。魔術強化・属性強化に長ける。

### スキルガイド2で規定されたクラス

#### 基本クラス
基本クラスとは、キャラクターのレベル・出身地域に関係なく取得できるクラスである。ルールブック1,2で定義されている14クラスがこれに相当する。
『スキルガイド2』では、以下の2クラスが定義されている。いずれもサポートクラスとして選択できる。
- イリュージョニスト - 幻術師。幻影を用いて相手にさまざまな影響を与える。その特性上、「植物」「アンデッド」「機械」に対しては効果が低い。
- バーサーカー - 狂戦士。防御を省みず攻撃に特化したスキルが多い。

#### 地域称号クラス
『スキルガイド2』では、特定の地域の人物しか取得できない称号クラスが追加された。
- チェイサー - 追跡者。エリンディル西方の称号クラス。特定の人物の監視や暗殺を担う。隠れた状態で行動するスキルが多い。
- センセイ - 先生。エリンディル東方の称号クラス。サムライ、ニンジャ及び東方の地域クラスのスキルを強化するスキルが多い。
- ロード - 統率者。アルディオン大陸の称号クラス。ギルドサポートを強化するスキルが多い。
- アギオス - 神の戦士。アースランの称号クラス。神に認められ「聖鎧」を受けた戦士。「聖鎧」を強化するスキルが多い。
- コンカラー - 征服者。マジェラニカ大陸の称号クラス。特殊なアイテムを使い、エネミーの能力を再現するスキルが多い。

### その他のサプリメントで規定されたクラス

#### 地域クラス
地域クラスとは、各地方に特有の職業を表現したクラスである。通常のサポートクラスと同様レベル1から取得できるが、キャラクターがその地域出身である必要がある。このため取得にはゲームマスターの許可が必要である。
- グラディエーター - 剣闘士。クラン=ベル（パリス同盟）の闘技場で戦う戦士。一対一の戦闘で効果を発揮するスキルや不利な状況に耐えるスキルが多い。
- シャーマン - 呪術師。イフォラハガル砂漠（『無限の砂漠』とも）のキルディア共和国実効支配領域に住む少数部族に伝わる魔術を使用する。単純なダメージの他、様々なペナルティを与える魔術を使用することができる。
- ドルイド - 監視者。「霧の森」の女王エアルフィンの命を受け、魔族や妖魔の監視・討伐を行う職業。魔族・妖魔・魔獣に効果があるスキルが多い。設定では「霧の森」の種族構成上エルダナーンが多いが、他種族でも取得可能。
- バイキング - 海賊。神聖ヴァンスター帝国の本土といえるフィンジアス島の周辺の海域に住む。水中での行動や仲間の支援を行うスキルが多い。
- ヒーラー - 癒し手。温泉の町としてエリンディル西方世界に知られるルネス（エルーラン王国領）の周辺に生育する薬草などを用いた治療を行う職業。他のクラスと異なりスキルの使用の際MPの代わりに持ち金を消費する。
- フォーキャスター - 戦術家。アルディオン北東諸国及びセーリア大帝国の職業。支援に特化している。セーリアでは「サクシ」または「グンシ」と呼ばれる[48]
- プリーチャー - 使徒。アルディオン北東において信仰される『神竜王』セフィロスの信託を受けた者。セフィロスの力を借りて自らを強化するスキルが多い。
- ファランクス - 兵士。アルディオン北東諸国の職業。防具の扱いに長け、攻守に活用するスキルを持つ。
- カンナギ - 巫女。ダイワ群島国独特の七大神信仰「ダイワ神道」の聖職者。七大神の力を自らの身体に下ろし、自己強化・他者強化のスキルが多い。
- チューシ - 料理人。セーリア大帝国において、食に養生術（医学、薬学、治癒術など）を見出し、魔法の域にまで高めた者。攻撃魔法や「料理」にカテゴライズされたアイテムを用いた自己強化・他者強化スキルが主。因みに現実では「厨師」という中国の調理師あるいはシェフのことである。
- バートル - 騎兵。タルタル・ハン国にて信仰されている『太祖竜』ボルテモガイの眷属たる竜「ムガ＝モリ」と契約し、それに騎乗して戦う。
- ガーデナー - 庭師。マジェラニカ王国の職業。錬金術を用いた造園術を行使する。地形効果操作や魔法強化、治癒などが中心。
- ハンター - 猟師。マジェラニカ大陸に存在する魔獣の狩猟を生業とする職業。狩猟武器を用いるものと猟具を用いるものに大別され、前者はウォーリア、後者はシーフと親和性が高い。
- サロゲート - 代行者。アースランの職業。神具を人間に扱えるようにしたレプリカ「召喚具」を用いて邪神の眷属と闘う。
- ルイネーター - アースランにて、火神ゴヴァノンの娘グローヴィスより与えられた「神魔の刻印」を用いて、本来は人間には有害な瘴気をコントロールして戦う戦士。その性質上、邪悪化のリスクが非常に高いが、戦闘力は高い。

上記の内、第一版から引き継がれたクラスは グラディエーター、シャーマン、バイキング、ヒーラー、フォーキャスター、プリーチャー、カンナギ、チューシ、バートルである。
グラディエーター・シャーマン・ドルイド・バイキング・ヒーラーは『エリンディル西方ガイド』で、フォーキャスター・プリーチャー・ファランクスは『アルディオン大陸レボリューションガイド』で、カンナギ・チューシ・バートル・ガーデナー・ハンター・サロゲート・ルイネーターは『ディスカバリーガイド』で定義されている。

#### 基本クラス
『アイテムガイド2』では、以下の基本クラスが追加された。
- ブラックスミス - 鍛冶屋。武器の強化や修復をすることができる。

#### サポートクラス
『ストレンジャーガイド』では、以下のサポートクラスが追加された。いずれもアーシアンに多いクラスだが、エリン人でも就くことは出来る。
- エクセレント - 神からの祝福を得た存在。
- サイバーオーガン - 身体の改造などで強力な力を得たもの。アーシアンの場合は「機械技術が発展した地球」から来た人物、エリン人の場合は錬金術的改造を施された人物となる。
- ハッカー - ネットワーク技術者。現実世界のコンピューターネットワークに類似した魔法ネットワークを利用することができる。

## 世界設定
全体的な世界観、エリンディル・アルディオン両大陸にて信仰されている神々とその眷属「精霊の王」「動物の王」、「冒険者」の両大陸における位置付けには基本的に第一版からの変更はない。アリアンロッドRPG#世界設定の「全体」「神々」「冒険者」を参照のこと。また両大陸の諸国家についてはアリアンロッドRPG#エリンディル及びアリアンロッド・サガ#国家・地名も参照のこと。

### 世界像
本項で言う「世界像」とは、神々や精霊などの霊的存在の住む世界と人間たちの住む世界を包含したものを指す。ルール第一版においてはサプリメントで断片的に示されていたが、『2E』の『超上級ルールブック』で整理され、初めてその全体像が公開された。

#### エリン
『アリアンロッド』の世界は「エリン」と呼ばれる。エリンは「神界」「幽界」「物質界」「魔界」の4つの次元によって構成される。
『アリアンロッド』の次元レベルでの基本舞台は物質界である。人間たちはここに住む。

#### 神喚者と幽界
しかしながら、一定の分野において優れた業績を残した人間の一部には、神々は使者たる妖精を遣わし、エリンを護るために戦う事を条件に、強大な力を与える事を提案する。この提案に応じた者は「神喚者」と呼ばれる。
神喚者は基本的に、幽界に設けられた「防塞都市」に住む。防塞都市の長は月神ブリガンディアもしくは河泉神アエマのアバターである。

#### 防塞都市と来寇者
防塞都市が設けられ、神喚者が招かれるようになった理由は、過去3度世界をリセットした「神々の粛清」と関わっている。
そもそもエリンは諸世界の一つでしかない。そして「風の時代」を終焉に導いた「邪神」は、「古の民」エルダが七大神を討つべく他世界からエリンに召喚した存在「来寇者」であった。神々の粛清は来寇者に対する反撃であったが、七大神は未だ来寇者をエリンから一掃できないでいる。神々の王たる太陽神アーケンラーヴは次なる粛清＝「火の粛清」を持ってエリンの完全な再構築を企図しているが、ブリガンディアとアエマはこれに反対し、神界と物質界を隔てる幽界に要塞を設けた。これが防塞都市である。
7つ設けられた防塞都市であったが、来寇者との戦いで2都市が陥落、1都市が失われた。現在、神々の陣営は「壱番都市アヴァロン」と「弐番都市ホウライ」で全世界をカバーし、「陸番都市シャンバラ」を後方支援に据え、「伍番都市ラピュタ」を最前線として来寇者陣営と退治している。

### 世界情勢
『2E』で扱う時代はエリンディル西方聖暦1009年=アルディオン北東帝紀814年=マジェラニカ暦（南暦）731年=セーリア暦976年以降となる。本項目では主に『2E』開始時点（マジェラニカ及びアースランについては『ディスカバリーガイド』発売時点）における世界情勢について述べる。
なお『ディスカバリーガイド』においては、エリンディル、アルディオン、マジェラニカの他にノータンディという大陸が設定されている。ノータンディ大陸は地形を含めた全ての設定がユーザーに解放された世界である。

#### エリンディル西方
エリンディル西方については、既にルール第一版サプリメント『エリンディル東方ガイド』の時点で「キルディア共和国とタルタル・ハン国の緊張」という設定が追加されていたが、『2E』基本ルールブック1では「アリアンロッド・リプレイ・セカンドウィンド」との関連で、パリス同盟の構成国家としてグランフェルデン王国が追加され、グランフェルデン史に絡んで「アリアンロッド・リプレイ」より前の歴史設定に大きな修正が加えられた（修正部分については#エリンディル西方の歴史設定の変更・詳細化及びアリアンロッド・リプレイ・セカンドウィンド#用語の「グランフェルデン王国」の項も参照）。
聖暦1004年にパリス同盟で発生した「魔将戦争」、西方世界のほぼ全てを巻き込み、聖都ディアスロンドが「神竜ゾハールはもはや信仰の対象にあらず」と宣言する異例の事態にまで発展した1006年の「薔薇の災厄」という2つの騒乱は、西方諸国に大きな損害をもたらした。そこからの復興は進んでいるものの、「薔薇の災厄」直後には名門教育機関エルクレスト・カレッジが魔族に占拠され、1007年には、当時の西方諸国最大の脅威となっていた神聖ヴァンスター帝国にて皇帝ゼダンが反皇帝派貴族に暗殺されかかるなど、社会不安は依然減じていない。
他にも脅威は存在する。992年にイフォラハガル砂漠（『無限の砂漠』とも呼ばれる）の東で興ったタルタル・ハン国の西進政策は、東西の交易陸路「砂漠の道」の権益を握る7部族を結束させ、996年の「アメノカル」＝キルディア共和国の成立に至らしめた。今のところキルディアとタルタルとの間に戦火は開かれていないが、砂漠全土を領土と宣言しているキルディアと、砂漠北東部を実効支配するタルタルは武力衝突の危険性をはらんでいる。
また、ネルス川を中心に、北はヴェンガルド川、南はラッセル川まで広がる平野部「中原」を支配するパリス同盟では、北部のグランフェルデンの一部に、同盟の指導都市であるライン王国やカナン、クラン＝ベルなど中部・南部諸都市との協調を良しとしない政治勢力が存在し、同盟維持の不安要素となっている他、「薔薇の災厄」での独断専行を咎められヴァンスター大神殿神官長からクラン＝ベル大神殿財務担当神官に左遷されたマティアス・アディンセルが突如辞職・失踪→再び姿を表し同盟評議会議長に立候補・当選→わずかの期間在職したのみで辞職（評議会には引き続き在職）するという不可解な行動を見せるなど政治面での混乱も見られる。さらに300年代の「アーユの大移動」以来、中部のピアソン、北部のアレスタなどトワド内海や「鱈の海」沿岸部の諸市村は魚型知的生命体「ギルマン」の脅威に絶えず晒され続けている。なおギルマンはエリンディル東方にも存在し、ダイワ群島国の領土の一部を占領・支配している。
神殿関係では、「薔薇の災厄」終息に決定的な役割を果たした一人であった第61代教皇ヴェラシオ・ハーヴェイが引退し、10代の少女ながら主席神官にまで登り詰めたファル・ミリティアスが即位している。

#### エリンディル東方
第一版におけるエリンディル東方サプリメント（『エリンディル東方ガイド』）、リプレイ(「アリアンロッド・リプレイ・ブレイド」)は2011年2月に提供を開始したばかりであり、『2E』基本ルールブックや『ディスカバリーガイド』に、これらに大きな修正を加える踏み込んだ記述が盛り込まれなかったため、さほど大きな変化はない。
エリンディル西方聖暦992年に、天至大山脈の北に広がる「大草原」の諸部族が連合し、タルタル・ハン国を建国した。タルタルは建国当初より、より広い遊牧地を求めて西方への領土拡大を進め、その過程でサガークやファーンドーンといったイフォラハガル砂漠北東部のの小国家・都市国家を併合している。西進はなおも続き、近未来にはキルディア共和国を始めとする西方諸国との武力接触も予測されている。
一方タルタルは、建国以前よりセーリア大帝国とも緊張状態にある。タルタル諸部族の守護竜であるボルテモガイが魔族討伐のために有していた7つの武具が「地の粛清」で散逸し、その内の4つがセーリアにある事実が判明しているためだ。タルタル諸部族には、これらの武具を全て集めた部族が世界の王となるという伝承があり、武具の奪還を目指して何度もセーリアを攻撃したが、ここ数年は膠着状態が続き、民間レベルでは交流も行なわれている。
東海を挟んでセーリアに面するダイワ群島国では、元首「タイクーン」アオイ・テルユキが逝去し、一子カゲユキが世襲したばかりである。だがカゲユキは、地方領主「ダイミョウ」間の武力紛争に明け暮れる国内の安定と綱紀粛正を表明しながらも生来病弱の身にある。セーリアは対外諜報機関「鴉廠」を通じてカゲユキの政策方針を調査しているが、現在は特にセーリアの脅威となるほどではないと判断している。
なお、セーリア大皇帝リーファは、かつてセーリアで大乱を起こした魔族タマモがダイワ群島に潜み、復活の機会を狙っていると予見しており、この点で大皇帝とタイクーン家の間に密約が交わされた模様である。

#### アルディオン北東
アルディオン北東についても、『2E』基本ルールブックでは大きな修正は加えられなかった。
帝紀812年（エリンディル西方聖暦1007年）、時の統一帝・レイウォール王オーギュスト謀殺の嫌疑をかけられた同国第2王女ピアニィは冤罪を主張し、母の故郷であり5年前にレイウォールに併合されたアヴェルシアにて挙兵。アヴェルシア王国の再興を宣言すると共に、国号を「火の時代」初期のアルディオンに建てられた統一国家に因む「フェリタニア王国」と改めた。フェリタニアは再興直後に北隣するメルトランド王国で発生した「メルトランド戦役」に巧みな外交戦術と新興国の強みを生かしたマンパワーをもって介入、その年の暮れにはメルトランドとの連合国家形成にこぎつけるなど、再興からわずか半年足らずで国際社会への影響力を増していった。
翌813年、レイウォールと並ぶアルディオンの大国・グラスウェルズ王国が王権を巡って南北に分裂すると、フェルタニア＝メルトランド連合王国はグラスウェルズ南朝を支持し、北朝を支援するレイウォールの首都ノルドグラムを直接攻撃する奇策に出た。結果、軍指令系統を連合王国に握られたレイウォールの竜炎騎士団グラスウェルズ派遣軍が独断でメルトランドやクレスト諸島に進攻し、連合王国首都ノルウィッチを陥落させる挙に出たものの、レイウォールの後ろ盾を失ったグラスウェルズ北朝は崩壊、竜炎騎士団グラスウェルズ派遣軍もほどなく連合王国に降服した。これが「竜輝石戦争」である。
竜輝石戦争の過程で、オーギュストがピアニィをレイウォールの王位継承権者に定めていた事実が判明。またグラスウェルズ王国軍師アンソン・マンソン伯爵の提唱する「竜輝石に頼らない国家」構想もあり、814年にフェリタニア＝メルトランドとレイウォールは「フェリタニア合衆国」の名の下に連邦国家を形成した（同時にフェリタニアは国号を旧来のアヴェルシアに復し、ピアニィは王位を従弟（前王ケネスの嫡子）ウィルフレッドに譲位、新たに設けられた「フェリタニア合衆国大統領」の座に就いた）。合衆国にはグラスウェルズとゴルフォードの両王国も参加の意向を示しているが、ピアニィの急速な大陸統一は至るところで歪みを生み、抵抗運動も起こっている。
なお、アルディオンでの一連の動きには、エリンディル西方神殿も間接的に関わっている。ピアニィの蜂起に前後して、アルディオンから来たと称するテロリストがディアスロンド大聖堂を襲撃し、かつての神竜ゾハールから代々の薔薇の巫女に伝えられてきた至宝「旅人の石」を強奪。奪還のため、”クラン＝ベルの四英雄”の一人・ベネットを長とする遠征軍が派遣され、行きがかり上フェリタニア（アヴェルシア）再興に関わったためである。

#### アースラン（アルディオン西方）
『ディスカバリーガイド』で公開された世界である。
アルディオン大陸は大きく分けて、「セフィロスの結界」と呼ばれるエールズ海以北レイウォール西部国境以東の北東部、エールズ海以南の南東部、レイウォール西部国境以西の中央部、その西に広がる西方から成る。この内西方は、飛行魔術や竜をもってしても越えられない断崖絶壁によって東方と遮断された台地であり、「アースラン」と呼ばれる。アースランの面積は『ディスカバリーガイド』5pの地図で見る限り、北東・中央・南東を合わせたより広い。
アースランの起源は「風の時代」に端を発する。「古の民」エルダの一部が、創造主たる七大神と、エルダの長であった神聖王アルトリウスに反旗を翻すべくエリンに出現させた七大邪神は、不浄と汚穢を司る神セルノーグを出現させた。事態を憂慮した太陽神アーケンラーヴが神々の中からセルノーグを討つ者を募った際、手を上げたのが火神ゴヴァノンの娘グローヴィスであった。グローヴィスに追い詰められたセルノーグはある時、「この戦いは両者が意図して始めたものではない。改めて戦場を定め、そこで戦おう」と申し入れた。グローヴィスもこれに応じ、今日のアルディオン大陸西方に位置する台地を戦の場と定めた。両神は台地を二分する地溝「グレブル」を設けて、それぞれ半分を己の領地として戦いを再開した。両神の戦いは「風の粛清」の時点でも決着がつかず、続く2度の「神々の粛清」の影響も受けないまま、今日に至っている。
現在、グローヴィスの領地は「グローヴィシャ」または「ボリエ」、セルノーグの領地は「ボルノイ」または「トテュ」と呼ばれる。この地にはグローヴィスもしくはセルノーグに導かれた者のみが住まい、自身の陣営と闘う。
なおアルディオン大陸の内、残る南東部と中央部は『ディスカバリーガイド』でも公開されていないが、中央部は群小国家がひしめくとされ。その北部にある群島の一つオイルナフ島は「かつて巨人が住んでいた説がある」と設定されている。

#### マジェラニカ
アースラン同様『ディスカバリーガイド』で公開された世界である。現状は大陸の北部のみが公開されている。アルディオン北東が戦記物、アースランが「神々の戦い」を想定しているのに対し、マジェラニカでは『モンスターハンター』のようなハックアンドスラッシュ・シナリオが推奨されている。
エリンディルとは海を隔てており、傘の柄を思わせる陸地に火山、砂漠、湿地、密林、雪山、地下洞窟が入り組み、それぞれに「魔獣」と呼ばれる存在が住みつき、居住する人類を脅かしている。
伝承によれば、マジェラニカは神々が6種の動物のために造ったという。島内に「火の時代」前の遺跡が存在することから、「地の時代」以前に人間が生息していた可能性もある。
「火の時代」において、人類がマジェラニカに到達したのはエリンディル西方聖暦128年頃とされる。前年、エルーランから東方へ向けて出立した船隊が、今日のヴァルーナに漂着したというのが通説である。マジェラニカへの殖民が進んだのは、聖暦180 - 240年代に活躍したナレシュというヒューリンとその同志「六勇士」による魔獣討伐が契機となった。ナレシュは少年時代に殖民地を襲った密林の魔獣を討ったことで、魔獣の王ウリドラによって大海に沈められたが、海神リアールに救われて妖精の国に運ばれ、そこで不老の力を得た。マジェラニカに戻ったナレシュは、六勇士と共に魔獣討伐の戦いを進め、人類の居住権を広げていった。そして60歳頃、大陸の最高峰メール山にて太陽神アーケンラーヴと邂逅し、神として昇天した。
ナレシュの昇天後、マジェラニカは彼と六勇士の子孫によって統治されることとなる。「マジェラニカ王国」の名の下、六勇士の血統が6つの地方の藩王（ラージャ）、ナレシュの血統が藩王をまとめる大藩王（マハラージャ）として君臨している。マジェラニカの暦法であるマジェラニカ暦（南暦）は、この統治システムが確立した聖暦278年を元年としている。
マジェラニカの玄関口となるのは大海に面したサムドラ地方の首都ヴァルーナである。6つの港が連帯して形成されたヴァルーナは、名君として名高い藩王ラーム4世の統治の下、エリンディル東西諸国やサハギンの海底都市を結ぶ交易都市として繁栄している。南暦732年（聖暦1009年）、藩王が病に倒れ、嗣子クリシュナが失踪する事態に見舞われ国政が混乱したが、後にクリシュナは救出されヴァルーナに生還。藩王の病も快方に向かったことで収拾している（アリアンロッド2E・リプレイ・キャプテンREDも参照）。

### 現代が「火の時代」と呼ばれる理由
『アリアンロッドRPG』の世界観では、現代は「火の時代」と呼ばれる。第一版基本ルールブックではその由来に関する記述はなかったが、『2E』では基本ルールブック1にて定義付けがなされた。
本来、『アリアンロッドRPG』（第一版、『2E』を包含）が舞台とする時代は特定の名前を持たない。過去の時代を終焉させた「神々の粛清」を受けていないからである。しかし、「地の粛清」の終息と共に創造されたエルダナーンには「この時代の全ての”神の子”（＝人類6種族）が手を取り合って挑めども抗し得ない妖魔が到来した時、神々は火をもて魔軍を粛清するだろう」という預言が伝えられている。この預言に由来して現代は「火の時代」と呼ばれている。

### エリンディル西方の歴史設定の変更・詳細化
この他、『2E』基本ルールブック1では、「アリアンロッド・リプレイ」より前のエリンディル西方の歴史について、設定の変更や詳細化がなされている。主なものを挙げる。
- ヒューリンの出自：基本ルールブック1 p289
- 聖暦500年代 - 700年代のエルーラン王国とパリス王国の攻防の経緯：第一版トラベルガイド p16→基本ルールブック1 p290-291
- キルディア共和国成立の経緯の詳細化と構成7部族の設定追加：第一版トラベルガイド p18→基本ルールブック1 p292-293
- 神聖ヴァンスター帝国の大陸侵攻からパリス同盟成立に至る経緯の詳細化、パリス同盟に関する設定変更：第一版トラベルガイド p19、p152→基本ルールブック1 p293-294

## 製品一覧

### ルールブック
アリアンロッドRPG 2Eルールブック1（基本ルールブック） ISBN 978-4-8291-4631-6
基本的なルール、クラス、種族、スキル、ギルドサポート、エネミー、アイテム、エリンディル西方概史、「アリアンロッド・リプレイ・セカンドウィンド」の舞台であるグランフェルデンの設定を収録。この1冊のみでのプレイも可能。
アリアンロッドRPG 2Eルールブック1 改訂版 ISBN 978-4-0407-0830-0
アリアンロッドRPG 2Eルールブック2（基本ルールブック） ISBN 978-4-8291-4632-3
第一版基本ルールブックから移動した1クラスと同上級ルールブックから移動した4クラス、フルスクラッチによるキャラクターメイキング、追加スキル／ギルドサポート／アイテム／エネミー、クエスト形式シナリオ、騎乗戦闘ルール、ゲッシュ、エリンディル西方／並行世界の基本的設定、魔族についての説明を収録。
アリアンロッドRPG 2Eルールブック2 改訂版 ISBN 978-4-0407-0831-7
アリアンロッドRPG 2E上級ルールブック ISBN 978-4-8291-7701-3
キャラクターレベル10以上のPCを対象とした追加ルールブック。
上級クラス／称号クラス、追加スキル／ギルドサポート／アイテム／エネミー、スクウェア戦闘ルール、フォーカスシステム判定、プレイガイダンスを収録。
アリアンロッドRPG 2E超上級ルールブック ISBN 978-4-8291-7709-9
キャラクターレベル20以上のPCを対象とした追加ルールブック。
運命クラス／追加称号クラス、追加スキル／ギルドサポート／アイテム／エネミー、並行世界の一つ「幽界」と、神々によって幽界に招かれた勇者「神換者」、世界の真の敵たる「来寇者」の設定を収録。
第一版サプリメント『エルクレスト学園ガイド』と同『トラベルガイド』のうち空中都市テニア、『アリアンロッド・リプレイ・ルージュ』と『アリアンロッド・リプレイ・ハートフル』にそれぞれ登場した秘密結社－ネオ・ダイナストカバルとスカディに関するアップデートを含む。

### サプリメント
アリアンロッドRPG 2Eエリンディル西方ガイド ISBN 978-4-8291-7703-7
第一版ではシナリオ集や『トラベルガイド』『エリンディル・レジェンドガイド』などに分散していたエリンディル西方の設定を集約したサプリメント。
エリンディル西方の詳細な設定、地域クラス、レジェンドデータ、ランダムダンジョンルールを収録。
アリアンロッドRPG 2Eアルディオンレボリューションガイド ISBN 978-4-8291-7705-1
第一版では『アルディオン大陸ガイド』『サガ・トラベルガイド』『サガ・タクティクスガイド』、シナリオ集などに分散していたアルディオン北東の設定を集約したサプリメント。
アルディオン北東の詳細な設定、地域クラス、種族クラス、レジェンドデータ、大規模戦闘ルールを収録。
アリアンロッドRPG 2Eアイテムガイド ISBN 978-4-8291-7711-2
第一版『アイテムガイド』の内容を整理・再編集したサプリメント。
アリアンロッドRPG 2Eディスカバリーガイド ISBN 978-4-8291-7718-1
第一版『エリンディル東方ガイド』の内容を整理・再編集し、新地域の設定を加えたサプリメント。
エリンディル東方、マジェラニカ、アースラン、妖精の集落ティルミリィ、魚人の海底都市カッカルの詳細な設定、地域クラス、種族クラスを収録。
アリアンロッドRPG 2Eエネミーガイド ISBN 978-4-8291-7731-0
第一版『エネミーガイド』の内容を整理・再編集したサプリメント。
アリアンロッドRPG 2Eスキルガイド ISBN 978-4-04-070054-0
第一版『スキルガイド』の内容を整理・再編集したサプリメント。
アリアンロッドRPG 2Eスキルガイド2 ISBN 978-4-04-070622-1
『スキルガイド』から収録がもれた地域クラスのスキルや運命クラスのパワー、及び新規追加のクラス・種族をまとめたサプリメント。
アリアンロッドRPG 2E・サガ・クロニクル
リプレイ『アリアンロッド・サガ』シリーズ完結後のアルディオン大陸をサポートするサプリメント。
アリアンロッドRPG 2Eアイテムガイド2 ISBN 978-4-04-070735-8
新規追加アイテムと、乗り物や伝承武具のようなアイテムに関する追加ルールなどをまとめたサプリメント。
アリアンロッドRPG 2Eストレンジャーガイド ISBN 978-4-04-070903-1
アーシアン（現代地球人）を利用した「異世界トリップもの」を表現することを目的としたサプリメント。
アリアンロッドRPG ２Ｅ エクスパンションブック ISBN 978-4-04-072142-2
“スクウェアルール”や新たに追加される“誓約ルール”などの他、３種の追加種族、トラップデータなどを収録したサプリメント。
アリアンロッドRPG 2Eパーフェクト・スキルガイド ISBN 978-4-0407-2549-9
アリアンロッドRPG 2Eのスキルデータをコンプリートしたサプリメント。
アリアンロッドRPG 2Eパーフェクト・アイテムガイド ISBN 978-4-0407-2550-5
アリアンロッドRPG 2Eのアイテムデータをコンプリートしたサプリメント。
アリアンロッドRPG 2Eレガシーデータブック ISBN 978-4-0407-2995-4
神代の種族“古の民”エルダに関わる情報やデータのサプリメント。
アリアンロッドRPG2E パーフェクト・エネミーガイド ISBN 978-4-04-073344-9
「アリアンロッドRPG 2E改訂版」のエネミー、エネミースキルなどを収録したサプリメント。ネームドエネミーから入手できるエクストラドロップをアームズクリスタル化するルールも掲載されている。
アリアンロッドRPG 2E パーフェクト・ワールドガイド ISBN 978-4-86224-267-9
アリアンロッドRPG 2Eの背景世界を完全解説しているガイドブック。サプリメントや、コミックなどに掲載されたものを含む、ローカルデータを全ての地域に掲載。

### シナリオ集：エリンディル西方
- エリンディルアドベンチャー（キャンペーンシナリオ集） ISBN 978-4-86224-070-5
- スーパーシナリオサポート
  1. 妖魔と戦車とアーシアン ISBN 978-4-86224-152-8
  2. 三下女神と異世界冒険 ISBN 978-4-86224-160-3
  3. 深緑のマリジナント ISBN 978-4-86224-152-8
  4. 破邪の軌跡 ISBN 978-4-86224-292-1

### シナリオ集：アルディオン北東
- ベルリールの竜輝石（キャンペーンシナリオ集。アルディオン関係データ） ISBN 978-4-86224-068-2
- ベルリールの鉄巨神（キャンペーンシナリオ集。アルディオン関係レジェンドデータ） ISBN 978-4-86224-075-0

### シナリオ集
- ファーストクエスト＋ ISBN 978-4-86224-103-0
- ダブルイメージ＋ ISBN 978-4-86224-115-3
- アドベンチャー・オブ・アビス ISBN 978-4-86224-183-2

### ファンブック
- アリアンロッド2E ファンブック ラヴィアンローズ　ISBN 978-4-04-728449-4
- アリアンロッド2E ファンブック ロストソング ISBN 978-4-04-728950-5

### リプレイ集
『2E』基本ルールブック発売開始時点においては、『アリアンロッド・サガ・リプレイ』『アリアンロッド・サガ・リプレイ・デスマーチ』『アリアンロッド・サガ・リプレイ・エチュード』『アリアンロッド・リプレイ・ブレイド』の4リプレイシリーズが進行中であったが、システムデザイナーを務めた久保田悠羅は『アリアンロッド・リプレイ・セカンドウィンド』1巻あとがきにて、これらのシリーズは「以後、全ルール、全データは『2E』対応となる」と明言している。
本項の一覧では、『2E』対応のリプレイシリーズ（進行中のリプレイシリーズについては『2E』対応の巻）のみを記載する。ルール第一版時代のリプレイシリーズ（進行中のリプレイシリーズについてはルール第一版時代の巻）については記事「アリアンロッドRPG#リプレイ集」を参照のこと。

#### 『セカンドウィンド』シリーズ
『2E』環境下でスタートした最初のリプレイシリーズ。ルール第一版時代も含めると7作目の文庫リプレイシリーズでもある。舞台は『レジェンド』シリーズ同様エリンディル西方となっている。ゲームマスター (GM) 兼著者は久保田悠羅。イラストは合鴨ひろゆき。TRPG業界外からのゲストプレイヤーとして声優の荻原秀樹と小暮英麻が参加している。発売元は富士見ドラゴンブック。
- アリアンロッド・リプレイ・セカンドウィンド1 剣と遺跡と冒険者 ISBN 978-4-8291-4633-0
- アリアンロッド・リプレイ・セカンドウィンド2 仔猫と王女と冒険者 ISBN 978-4-8291-4646-0
- アリアンロッド・リプレイ・セカンドウィンド3 騎士と王都と冒険者 ISBN 978-4-8291-4658-3
- アリアンロッド・リプレイ・セカンドウィンド4 樹海と秘密と冒険者 ISBN 978-4-8291-4670-5
- アリアンロッド・リプレイ・セカンドウィンド5 夢と未来と冒険者 ISBN 978-4-8291-4683-5

#### 『アリアンロッド・サガ』シリーズ
『アリアンロッド・サガ』については、完結した『サガ・アクロス』『サガ・ブレイク』両シリーズと小説（矢野俊策）版、バージョンアップの影響を受けない漫画『サガ・コンチェルト』を除く既存シリーズを『2E』に移行させる方針を菊池たけしは『ふぃあ通』で明らかにしている。これに『2E』環境下初の追加シリーズ『サガ・ゲッタウェイ』と、小説版『サガ・デスマーチ』、『サガ・コンチェルト』を加えて展開する予定としていた。『サガ・ゲッタウェイ』のGMとイラストは藤井忍/ヤトアキラ、小説版『デスマーチ』は市川丈夫が担当する。発売元は富士見ドラゴンブック。
ルール第一版からの最初の移行作である『アリアンロッド・ サガ・リプレイ』7巻は、PCのキャラクターレベルが超高レベル（20レベルスタート）となっていた反面、高レベルスキルをサポートする上級ルールブックが製作中であったため、PCのデータは暫定的なものとなっている。『サガ・ゲッタウェイ』は『2E』基本ルールブックの完成を待って開始されている。
『サガ・コンチェルト』と小説版『サガ・デスマーチ』は2012年3月、『サガ・ゲッタウェイ』は2013年10月に完結。2013年11月に『サガ・デスマーチ』、2013年12月に『サガ無印』がそれぞれ完結し、これをもって『アリアンロッド・サガ』プロジェクトは終息する予定となっている。
並行して、2012年2月にはたのあきらGM・執筆による仮想戦記物『アリアンロッド・サガ・リプレイ・イフ』、5月には鈴吹太郎GM・執筆の連作『アリアンロッド・ サガ・リプレイ・イェーガー』、2013年1月には『アリアンロッド・リプレイ・レジェンド』の続編でもある『アリアンロッド・サガ・リプレイ・レジェンド』、同年8月には『サガ・イフ』のPCが正史で活躍する『アリアンロッド・ サガ・リプレイ・メイビー』の各短篇集が刊行されている。
無印
- アリアンロッド・サガ・リプレイ7 終末のエンプレス ISBN 978-4-8291-4639-2
- アリアンロッド・サガ・リプレイ8 新世界のサーヴァント ISBN 978-4-8291-4653-8
- アリアンロッド・サガ・リプレイ9 妖精郷のピルグリム ISBN 978-4-8291-4675-0
- アリアンロッド・サガ・リプレイ10 愚者のサクリファイス ISBN 978-4-8291-4705-4
- アリアンロッド・サガ・リプレイ11 世界終焉のメシア ISBN 978-4-8291-4741-2
- アリアンロッド・サガ・リプレイ12 悠久のラストクィーン ISBN 978-4-04-712981-8

D
- アリアンロッド・サガ・リプレイ・デスマーチ5 破滅を招く読みちがい ISBN 978-4-8291-4648-4
- アリアンロッド・サガ・リプレイ・デスマーチ6 明日をつかむ大作戦! ISBN 978-4-8291-4663-7
- アリアンロッド・サガ・リプレイ・デスマーチ7 一か八かの大勝負! ISBN 978-4-8291-4690-3
- アリアンロッド・サガ・リプレイ・デスマーチ8 逆襲★ハピネス ISBN 978-4-8291-4691-0
- アリアンロッド・サガ・リプレイ・デスマーチ9 魔女が奏でる鎮魂曲 ISBN 978-4-8291-4728-3
- アリアンロッド・サガ・リプレイ・デスマーチ10 伸るか反るかの大バクチ!! ISBN 978-4-04-712945-0

G
- アリアンロッド・サガ・リプレイ・ゲッタウェイ1 革命★センチメンタル ISBN 978-4-8291-4636-1
- アリアンロッド・サガ・リプレイ・ゲッタウェイ2 逆境★ワンダフル ISBN 978-4-8291-4659-0
- アリアンロッド・サガ・リプレイ・ゲッタウェイ3 邂逅★ロマンティック ISBN 978-4-8291-4673-6
- アリアンロッド・サガ・リプレイ・ゲッタウェイ4 真相★クリティカル ISBN 978-4-8291-4712-2
- アリアンロッド・サガ・リプレイ・ゲッタウェイ5 決戦★クライマックス ISBN 978-4-04-712924-5

I、M
- アリアンロッド・サガ・リプレイ・イフ レイウォールの奇跡 ISBN 978-4-8291-4660-6
- アリアンロッド・サガ・リプレイ・メイビー レイウォールの嵐 ISBN 978-4-8291-4733-7

- アリアンロッド・サガ・リプレイ・イェーガー 赤き死の花 ISBN 978-4-8291-4672-9
- アリアンロッド・サガ・リプレイ・レジェンド 貧乏姉妹の栄光 ISBN 978-4-8291-4708-5

#### 『ブレイド』シリーズ
『ブレイド』シリーズは当初3巻で完結予定だったが、1巻延長されたため、3巻より『2E』環境に移行した。発売元は富士見ドラゴンブック。
移行に当たってはレジェンドデータの取得方法変更が適用されている。#システムの「第一版との相違点」を参照のこと。
- アリアンロッド・リプレイ・ブレイド3 ハルマゲドンラヴァーズ ISBN 978-4-8291-4643-9
- アリアンロッド・リプレイ・ブレイド4 プリンセスショーダウン ISBN 978-4-8291-4661-3

#### 『キャプテンRED』シリーズ
全体では8作目、純然たる『2E』環境下では2作目となるリプレイシリーズ。『アリアンロッド』のリプレイとしては初の海洋冒険物となっている。『2E』を冠する初のリプレイでもある。GM兼著者は田中天。イラストは輝竜司。発売元は富士見ドラゴンブック。
- アリアンロッド2E・リプレイ・キャプテンRED1 RED海賊団、出航! ISBN 978-4-8291-4686-6
- アリアンロッド2E・リプレイ・キャプテンRED2 世界の彼方の海 ISBN 978-4-8291-4710-8

#### 『プロジェクト・チェッカーボード』シリーズ
『アリアンロッド・サガ』同様、相互関連性を持つ2つのリプレイシリーズ『ヴァイス』と『シュヴァルツ』から構成されるリンク式キャンペーン。『セカンドウィンド』と連続性を保っており、第一版時代の『ルージュ』ともつながりを持つ。GM兼著者は久保田悠羅（『ヴァイス』）と菊池たけし（『シュヴァルツ』）。イラストはかぼちゃ（『ヴァイス』）とhu-ko（『シュヴァルツ』）。ゲストプレイヤーとして『セカンドウィンド』から小暮英麻、荻原秀樹（『シュヴァルツ』）が続投する他、小島めぐみ（『ヴァイス』）が『ブレイド』以来の登場。そして3人と同じ声優の上村彩子（『ヴァイス』）が初参加している。発売元は富士見ドラゴンブック。
- アリアンロッド2E・リプレイ・ヴァイス1 ためらい少女と白き薔薇の刻印 ISBN 978-4-8291-4697-2
- アリアンロッド2E・リプレイ・ヴァイス2 ひたむき少女と白亜の迷宮 ISBN 978-4-8291-4721-4
- アリアンロッド2E・リプレイ・ヴァイス3 全力少女と純白の絆 ISBN 978-4-8291-4738-2

- アリアンロッド2E・リプレイ・シュヴァルツ1 シェフィルと漆黒の薔薇 ISBN 978-4-8291-4701-6
- アリアンロッド2E・リプレイ・シュヴァルツ2 シェフィルと蒼茫の縛鎖 ISBN 978-4-8291-4727-6
- アリアンロッド2E・リプレイ・シュヴァルツ3 シェフィルと深紅の記憶 ISBN 978-4-8291-4746-7
- アリアンロッド2E・リプレイ・シュヴァルツ4 シェフィルと白銀の祈り ISBN 978-4-04-070046-5 C0176

#### 『サヴァイヴ!』シリーズ
GM兼著者は田中信二。イラストは猫猫猫。
- アリアンロッド2E・リプレイ・サヴァイヴ!1 戦乙女は荒野を駆ける! ISBN 978-4-0407-0100-4
- アリアンロッド2E・リプレイ・サヴァイヴ!2 戦乙女は闇を斬り裂く! ISBN 978-4-0407-0377-0

#### 『聖弾のルーチェ』シリーズ
アリアンロッド初心者への入門編を意図したリプレイシリーズ。GM兼著者は菊地たけし。イラストは佐々木あかね。
- アリアンロッド2E・リプレイ 聖弾のルーチェ1 ファースト・ストライク　ISBN 978-4-0407-0216-2
- アリアンロッド2E・リプレイ 聖弾のルーチェ2 スプリット・セカンド　ISBN 978-4-0407-0392-3
- アリアンロッド2E・リプレイ 聖弾のルーチェ3 ファイナル・フォーチュン　ISBN 978-4-0407-0464-7

#### 『マスターズ』シリーズ
サプリメントに追加された内容を利用した作品。タイトルから見て取れる通り『スキルガイド2』『アイテムガイド2』を取り入れたリプレイ。リプレイの内容と参加PCはそれぞれ異なる。GM兼著者は菊地たけし。イラストは『スキルマスターズ』が安達洋介、『アイテムマスターズ』が未影。
- アリアンロッド2E・リプレイ・スキルマスターズ 七人の冒険者 ISBN 978-4-0407-0645-0
- アリアンロッド2E・リプレイ・アイテムマスターズ 刀鍛冶の用心棒 ISBN 978-4-0407-0762-4

#### その他リプレイ
アリアンロッド×アルシャード コラボ・リプレイ アルディオン・ナイトメア ISBN 978-4-04-712946-7
F.E.A.R.創立20周年を記念したコラボ・リプレイの一作。『アリアンロッド・ サガ・リプレイ11』終了の時点でのアルディオン大陸に『アルシャード』の敵役である奈落がエンターブレインレーベルのF.E.A.R.制作TRPGの敵役とともに現れ、同時にピアニィがシャドウガイアの手によってブルースフィアに連れ去られたため、崩壊の危機に直面したアルディオン大陸にエンターブレインレーベルでの人気PCがレーベルの壁を超えてやってくるという内容になっている。GM兼著者は鈴吹太郎および菊池たけしで、プレイヤー（およびPC）は矢野俊策（『ナイトウィザード』の柊蓮司）、井上純一（『ビーストバインド トリニティ』のレヴィヤたん）、田中信二（『トーキョーN◎VA』のカーロス・マウリシオ・ダ・シルバ）、および田中天（『アルシャード』の”青の”シェルリィ）。
アリアンロッド2E・リプレイ・オーバーキル ピアニィの不思議なオルゴール ISBN 978-4-04-070020-5
GM兼著者は大竹みゆ。監修に菊地たけし。イラストは冬城あおい。
長らくアリアンロッドのプレイヤーで参加していた、本職は声優の大竹みゆをGMに登用。参加したリプレイシリーズの担当GMがプレイヤー出演したため、大竹みゆの御礼参り（表現間違いの誤用発言だったが、帯のキャッチフレーズに採用された）で、ダンジョン監修したピアニィ母とのタッグも相まって口絵など大変可愛らしいイラストが溢れながら、それ以上に殺意溢れる短編２話で構成。
アリアンロッド2E・リプレイ・オンライン オレの青春が灰と隣り合わせのままダンジョンで終わるはずがない ISBN 978-4-04-070325-1
GM兼著者は鈴吹太郎。イラストはかんくろう。
アリアンロッド2E・リプレイ・ストレンジャーズ 異世界で冒険者になろう ISBN 978-4-04-070873-7
GM兼著者は菊地たけし。イラストは佐々木あかね。

### 小説
- アリアンロッド・サガ・ノベル・デスマーチ1 私は断じて裏目らない! ISBN 978-4-8291-4634-7
- アリアンロッド・サガ・ノベル・デスマーチ2 あたしは決してあきらめない! ISBN 978-4-8291-4649-1
- アリアンロッド・サガ・ノベル・デスマーチ3 お前を絶対守り抜く! ISBN 978-4-8291-4664-4

『アリアンロッド・サガ・リプレイ・デスマーチ』のマルセル・ベルトランを中心としている小説。著者は市川丈夫。『アリアンロッド・サガ・リプレイ・デスマーチ』と関連性がある。発売元は富士見ドラゴンブック。

## 他作品とのコラボレーション
- 第一版と同様に、2014年にダークファンタジーRPG『ロード・オブ・ザ・ドラゴン』にてアリアンロッドRPGコラボキャンペーンが催された。